# Бучук Дмитро
Дмитро Бучу́к (нар. 1860 — пом. 1932) — український народний майстер-будівничий, представник гуцульської школи архітектури.
Жив у селі Яворові (тепер Косівський район Івано-Франківської області, Україна).  

## Діяльність

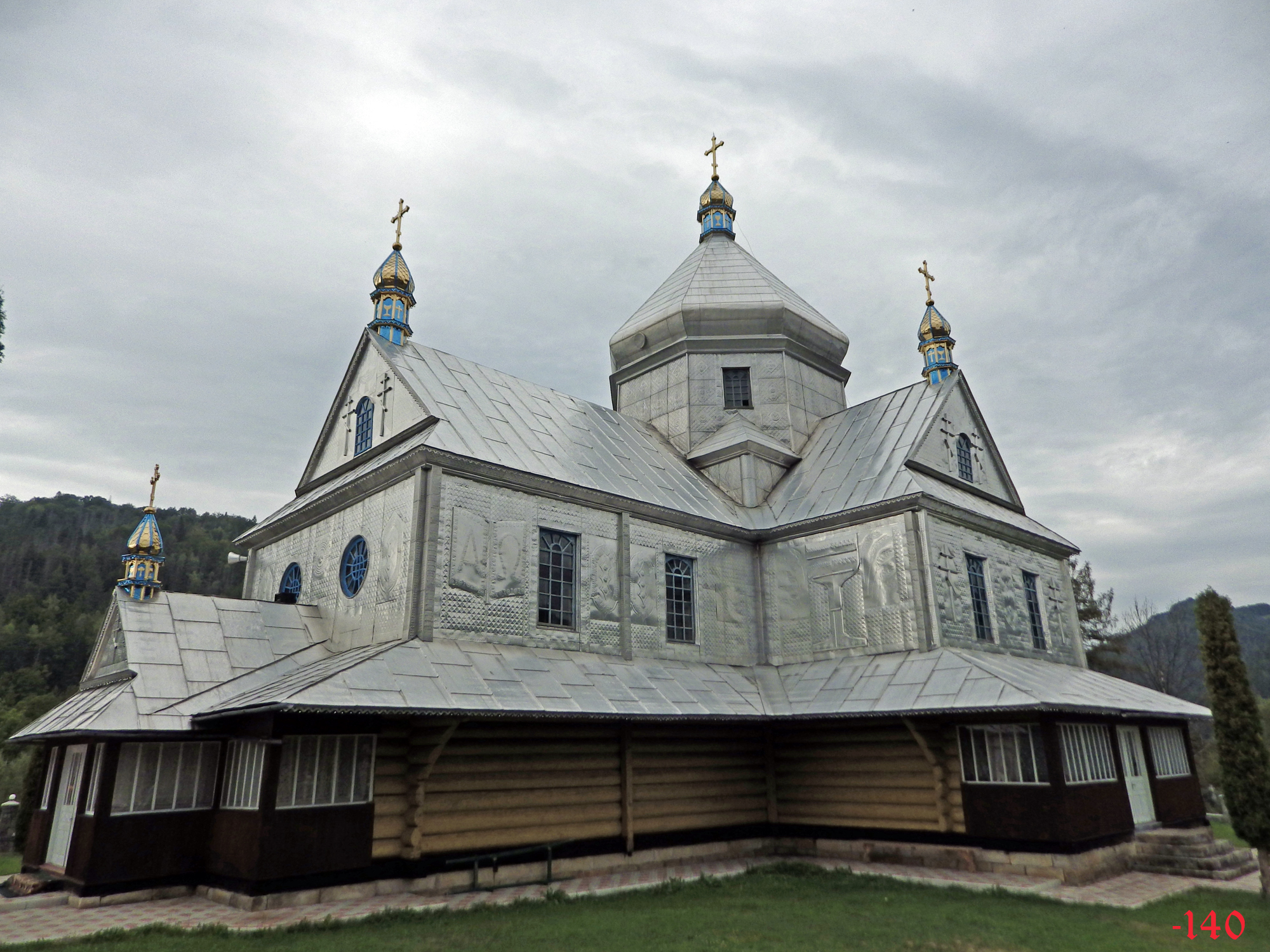
Церква у Яворові.

Працював  на Гуцульщині, Покутті і Поділлі (зокрема у селах Яворові, Ясені, Рожневі, Шешорах, у передмісті Заліщиків), де побудував більше 30 церков, дзвіниць і каплиць. Його споруди як правило хрещаті у плані, дещо витягнуті по осі захід-схід, однокупольні, мають широкі великі опасання на випусках-кронштейнах.